# Фаррелл, Бобби
Робе́рто Альфо́нсо («Бо́бби») Фа́ррелл (нидерл. Bobby Farrell, 6 октября 1949, Синт-Николас, Аруба — 30 декабря 2010, Санкт-Петербург) — диджей, танцор, бэк-вокалист, наиболее известный как участник группы Boney M.

## Биография
Бобби покинул остров Аруба в 15 лет, чтобы стать моряком. После трёх лет морской службы он некоторое время жил в Норвегии, затем — в Нидерландах, где и начал свою музыкальную карьеру в качестве диджея. Широкую известность Бобби получил после переезда в Германию, открывавшую куда большие перспективы для талантливого молодого человека его профессии.
Слухи о талантливом карибском музыканте, разогревавшим аудиторию своим экзотическим стилем танца, распространились достаточно быстро. Его необыкновенная харизматичность, пластика и способность заставить людей вокруг танцевать привлекли внимание кастинг-агента Катю Вульф, в тот момент подбиравшей новый состав для диско-группы «Boney M.»

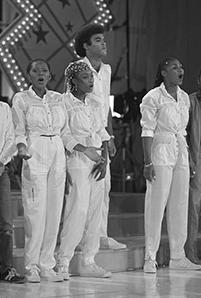
Б. Фаррелл с Boney M, 1981

Бобби оказался единственным мужчиной в коллективе, и на первых порах выступал только в качестве танцора — он неоднократно признавался, что, несмотря на огромную любовь к музыке и чувство ритма, он совершенно не умеет петь. Продюсеру группы Фрэнку Фариану приходилось самому записывать мужские партии в песнях. Однако на live-концертах Бобби пел вживую.
В 1981 году он на время покинул коллектив, занявшись сольной карьерой. Однако публика уже не представляла его вне состава прославленной группы. В начале 1985 года Фариан вернул его в Boney M., попутно выпустив новый сольный сингл «King of Dancin'».
В 1986 году было официально объявлено о завершении проекта, однако вплоть до 1989 года музыканты периодически воссоединялись для промотуров в поддержку новых ремикс-компиляций. Начиная с 1990 года Бобби гастролировал со своим персональным шоу Boney M. featuring Bobby Farrell. Вплоть до 2010 года он продолжал периодически выпускать собственные версии хитов Boney M., а также новые сольные записи. Последним прижизненным синглом исполнителя стал «Bamboo Song» (2010), который пользовался успехом в Японии.
В начале 2011 года планировался выход его нового сольного альбома, записанного совместно с молодым шведским продюсером Андерсом Вретовом (Anderz Wrethov).
Бобби Фаррелл также выступил в качестве танцора в видеоклипе Роджера Санчеса «Turn on the music».
Некоторое время Фаррелл был женат на югославской фотомодели. Их дочь Занилья Фаррелл стала исполнительницей хип-хопа.
В последние годы жил в Амстердаме.

### Смерть
В 2010 году во время новогоднего выступления в ресторане «Гимназия» в Санкт-Петербурге на корпоративе, 61-летний музыкант почувствовал себя плохо. 29 декабря Фаррелл зашёл в свой номер,  президентский люкс  в гостинице «Амбассадор»; 30 декабря участники группы «Boney M.», обеспокоенные отсутствием Фаррелла, обратились к сотруднику гостиницы, который открыл электронным ключом дверь в номер, где обнаружил его тело в кровати. Следственным комитетом по Санкт-Петербургу проведена доследственная проверка. Причиной смерти стала остановка сердца.
8 января 2011 года он был похоронен на кладбище «Зорхфлид» в голландском городе Амстелвен.

## Дискография
Дискография в составе Boney M.:
Синглы
- 1982 — Polizei / A Fool In Love
- 1985 — King OF Dancing / I See You
- 1987 — Hoppa Hoppa / Hoppa Hoppa (Instrumental)
- 1991 — Tribute To Josephine Baker
- 2004 — Aruban Style (Mixes) S-Cream Featuring Bobby Farrell
- 2006 — The Bump EP
- 2010 — Bamboo Song

### Bobby Farrell’s Boney M. / Boney M. Featuring Bobby Farrell / Bobby Farrell Featuring Sandy Chambers
- 2000 — The Best Of Boney M. (DVMore)
- 2001 — Boney M. — I Successi (DVMore)
- 2001 — The Best Of Boney M. (II) (compilation)
- 2001 — The Best Of Boney M. (III) (compilation)
- 2005 — Boney M. — Remix 2013 (featuring Sandy Chambers) (compilation) (Crisler)
- 2007 — Boney M. — Disco  (compilation)

## Факты
- В 1978 году большую известность Б. Фаррелу принесло исполнение песни Rasputin из альбома Nightflight to Venus, где он изображал Григория Распутина — был c бородой и стилизованно одет как[9] старец. Достоверно известно, что они оба умерли 30 декабря (по григорианскому календарю), в одном городе, и более того — в точках, расположенных по соседству (отель «Амбассадор» расположен между Юсуповским садом и Юсуповским дворцом).